# Hollósvölgyi Iván
Hollósvölgyi Iván (Veszprém, 1969. október 18.) költő.

## Életrajz
Teológia és média szakos tanulmányokat követően filozófia szakon 1998-ban, összehasonlító irodalomtudomány szakon 2002-ben végzett a Szegedi Egyetemen.
Általános iskolai tanulmányait Balatonfőkajáron végezte. Középiskolás éveit Balatonfüreden, Tapolcán, Zircen, Veszprémben és Budapesten töltötte. Budapesten érettségizett. 1992-től a veszprémi Római Katolikus Hittudományi Főiskola teológia szakos hallgatója. 1993-tól a szegedi Római Katolikus Hittudományi Főiskola hallgatója. Ebben az évben nyert felvételt a Szegedi Egyetem filozófia szakára. 1994-től a Szegedi Egyetem média szakos, 1995-től összehasonlító irodalomtudomány szakos hallgatója.
Költeményei többek között az Alföldben, az Árgusban, a Bárkában, a Beszélőben, az Élet és Irodalomban, a Helikonban, a Holmiban, az Irodalmi Jelenben, a Jelenkorban, a 2000-ben, a Mozgó Világban, a Nappali Házban, a Népszabadságban, a Parnasszusban, a Partiumban, a Sárkányfűben, a Spanyolnáthában, a Symposionban, a Székelyföldben, a Tiszatájban, a Vár ucca 17-ben jelentek, jelennek meg.
1989-től újságíróként, szerkesztőként is dolgozik.

## Önálló verseskötetei
- A Barbie-nők elrablása (Palatinus Könyvkiadó, Budapest, 2000)
- Gyarmati típusú találkozások (Parnasszus Könyvek, Budapest, 2007)

## Antológiák
- Budapester Szenen (DuMont Buchverlag, Köln, 1999)
- Első termés (Veszprém, 1988)
- Köztéri mulatság (Palatinus Könyvkiadó, Budapest, 1998)
- Szép versek 2008 (Magvető Könyvkiadó, Budapest, 2008)
- Veszprémi Irka (Veszprém, 1989)
- Veszprémi Irka (Veszprém, 2009)

## Díjak, ösztöndíjak, elismerések
- 1988-ban a Helikon Kulturális Seregszemle első-, valamint különdíját nyerte el vers kategóriában.
- 1988-ban a Diákírók és Diákköltők Országos Találkozóján ezüst oklevélben részesült.
- 1998-ban Köztársasági ösztöndíj a Szegedi Egyetemen, összehasonlító irodalomtudomány szakon.

## Tagsága szakmai szervezetekben
- Magyar Újságírók Országos Szövetsége (MÚOSZ) 1990-től
- József Attila Kör (JAK) 1998-tól.
- Szépírók Társasága 2008-tól.

## Interneten elérhető művei
- Alföld
- Beszélő
- Élet és Irodalom
- Holmi
- Irodalmi Jelen
- Jelenkor
- Jelenkor – Üzenet
- 2000
- Népszabadság Archiválva 2007. szeptember 29-i dátummal a Wayback Machine-ben
- Symposion[halott link]

## Interneten elérhető kritikák
- Kellei György: A kifordított világ és benne mi (in: Veol, 2009. január 7.)
- Kriston Attila: Szemben az árral (in: Z'art.kör, 2008 szeptember)[halott link]
- Nagy Gergely: "Árkád népe" (In: hvg.hu, 2008 február)
- Rhédey Gábor: „Kicsit szóda, kicsit whisky” (In: Spanyolnátha, 2007 tél
- Térey János: Nem játék (In: Élet és Irodalom XLIV/18, 2000. május 5.)
- Király Levente: A Barbie-nők elrablása (In: Élet és Irodalom, XLV/15, 2001. április 13.)
- Pressburger Csaba: Idegrángás (In: Symposion, 2000. tavasz)[halott link]
- Rádai Léna: Bakbarbie (In: Az Irodalom Visszavág ÚJ FOLYAM, 8. szám, 2001/1 (tavasz–nyár)

## Külső hivatkozások
- Hollósvölgyi Iván blogja
- Hollósvölgyi Iván honlapja Archiválva 2016. február 13-i dátummal a Wayback Machine-ben
- Hollósvölgyi Iván az Elektronikus Magyar Irodalom oldalán
- Hollósvölgyi Iván a DOKK-on
- Hollósvölgyi Iván a Magyar Elektronikus Könyvtárban
- Megzenésített Hollósvölgyi-versek